# Пеккан, Ажда
Айше́ Ажда́ Пекка́н (тур. Ayşe Ajda Pekkan; род. 12 февраля 1946[…], Стамбул) — турецкая поп-певица и актриса, одна из наиболее популярных певиц страны. Выпустила более 20 альбомов с тиражом более 30 миллионов копий. Как актриса сыграла около 50 ролей. Государственный артист Турции (1998).

## Биография
Родилась в семье офицера турецких ВВС и домохозяйки. Провела детство на военно-морской базе Шакир. Окончила элитный французский лицей для девочек в Стамбуле. Уже с детства мечтала стать певицей.
С 16 лет стала выступать в известном стамбульском клубе «Cati» с ансамблем Los Catikos. В 1963 году победила в конкурсе журнала «Ses Magazine» и получила контракт на съёмку в шести фильмах, в которых также исполняла музыкальные номера. В 1964 году была выпущена её первая студийная запись песни «Göz Göz Değdi Bana» на совместном миньоне с Озтюрком Серенгилом. В 1966—1970 годах выступала в дуэте с Зеки Мюреном. С успехом выступала на музыкальных фестивалях в Афинах и Барселоне. Репертуар певицы преимущественно состоял из кавер-версий известных зарубежных песен, на которые были написаны турецкие слова. Первые четыре альбома-сборника «Ajda Pekkan» (1968), «Fecri Ebcioglu Sunar: Ajda Pekkan» (1969), «Ajda Pekkan Vol III» (1972), «Ajda» (1975) состояли полностью из песен, ранее опубликованных на миньонах.
В 1970 году подписала контракт со звукозаписывающей фирмой Philips. В 1976 году певица выступила в парижской «Олимпии», спев несколько песен дуэтом с Энрико Масиасом. В 1977 году с успехом участвовала в музыкальном фестивале Yamaha в Токио. В этом же году вышел диск «Süperstar», положивший начало серии одноимённых альбомов. В 1978 году на волне успеха во Франции выпущен франкоязычный альбом «Pour Lui». 

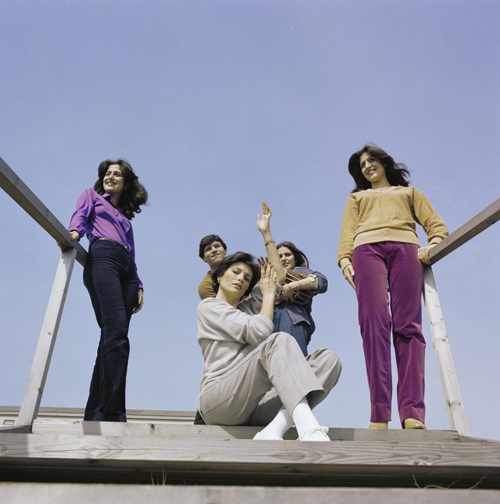
Ажда Пеккан и её группа. Фотосессия для конкурса песни «Евровидение-1980»

19 апреля 1980 года представляла Турцию на конкурсе Евровидение в Нидерландах с песней «Pet’r Oil» и заняла 15-е место, не смотря на то, что компания Phillips гарантировала ей попадание в тройку лидеров. Пеккан разорвала контракт с Phillips и решила сделать перерыв в концертной деятельности, уехав на год в США. По возвращении в Турцию она заключила контракт с местной звукозаписывающей компанией Yaşar Kekeva Plak на выпуск трёх альбомов, но первый же выпущенный в 1981 году диск «Sen Mutlu Ol» в стиле «арабески» совершенно не понравился певице. Лишь под давлением со стороны звукозаписывающей компании она неохотно записала песни для последующего альбома «Sevdim Seni» и выполнила условия контракта. В 1983 году Ажда Пеккан выпустила альбом «Süperstar '83», который принес ей огромный успех, годом позже - совместный альбом с группой Beş Yıl Önce On Yıl Sonra, с которой певица выступала ранее в летних музыкальных спектаклях «Büyük Kabare». В 1987 году записала альбом Süperstar IV, ставший последним в этой серии.
В 1990-е годы выпустила несколько пластинок, содержащих преимущественно песни турецких авторов, таких как Шахерезада, Мустафа Сандал и Гаро Мафиан. Вышедший в 1998 году альбом «The Best of Ajda», в котором были представлены новые версии лучших песен из репертуара певицы, был продан более чем миллионным тиражом. В 2000 году был представлен аналогичный альбом «Diva», где наряду с перезаписанными старыми хитами содержались и новые песни, в том числе из репертуара сесты певицы - Семирамис Пеккан. С программой «Diva» Ажда Пеккан провела серию успешных концертов сезона 2001—2002 годов в Турции, Австрии, Германии, Бельгии, Италии, Франции, Швеции, Монако, Азербайджане, Канаде и во многих других странах. Запланированное турне по городам США было отменено из-за терактов в Нью-Йорке.
В июне 2006 года Пеккан выпустила диск «Cool Kadın», разошедшийся в Турции тиражом в 600 000 копий, ещё около 200 000 копий было продано в других странах. В июле 2008 года вышел альбом «Aynen Öyle», одноимённая песня из которого является одной из самых прослушиваемых на стриминговых сервисах.
В декабре 2009 года Пеккан выступила на территории США, где до этого концерты постоянно отменялись. Певица при полном аншлаге дала концерты в Нью-Йорке, Вашингтоне, Чикаго и в Лос-Анджелесе.
В июле 2011 года вышел альбом «Farkın Bu», главным хитом которого стала песня «Yakar Geçerim», написанная популярным певцом и композитором Тарканом. За первый месяц было продано свыше 125 тыс. копий альбома. Далее последовал этап сотрудничества с молодыми музыкантами и диджеями. 12 августа 2013 года вышел новый сингл «Ara Sıcak». В 2014 году Ажда Пеккан выпустила двойной альбом в совершенно неожиданном для поклонников жанре классической турецкой музыки, записанный вместе с Муаззез Абаджи.
За свою карьеру она записала песни на девяти языках. Кроме турецкого, Ажда Пеккан также знает английский, болгарский, французский, азербайджанский и итальянский языки.
13 января 2018 года Ажда Пеккан выступила с сольным концертом в Баку, Азербайджан. В период пандемии выступила с сольным концертом в Минске, Беларусь.
Летом 2021 года выпустила мини-альбом «AJDA», на котором была представлена песня «Bi' Tık», попавшая в широкую ротацию на радио и телевидении.
В 2023 году Ажда Пеккан отметила 60-летие сценической деятельности, что нашло широкое отражение в Турции: в феврале вышел специальный номер журнала VOGUE Icon, полностью посвященный певице. В том же году певица получила премию как «Женщина года» от журнала Harper's Bazaar.
12 июня 2024 года на стадионе Бешикташ состоялся большой концерт Ajda ve arkadaşları, собравший 40000 поклонников певицы. На протяжении 3 часов Ажда Пеккан исполняла свои лучшие песни, в том числе совместно с такими популярными турецкими музыкантами, как Nilüfer, Cem Adrian, Hande Yener, Selda Bağcan и другие.

## Дискография

### Альбомы
- Ajda Pekkan (1968)[10]
- Fecri Ebcioglu Sunar: Ajda Pekkan (1969)
- Ajda Pekkan Vol III (1972)
- Ajda (1975)
- La Fete A L’Olympia (1976)
- Süperstar (1977)
- Pour Lui (1978)
- Süper Star II (1979)
- Sen Mutlu Ol (1981)
- Sevdim Seni (1982)
- Süperstar ’83 (1983)
- Ajda Pekkan — Beş Yıl Önce On Yıl Sonra (1984)
- Süperstar IV (1987)
- Ajda 1990 (1990)
- Seni Seçtim (1991)
- Ajda ’93 (1993)
- Ajda Pekkan (1996)
- The Best of Ajda (1998)[11]
- Diva (2000)
- Cool Kadin (2006)
- Aynen Oyle (2008)[12]
- Farkın Bu (2011)
- Ajda Pekkan & Muazzez Abacı (2014)
- AJDA (2021)

### Синглы
- Göz Göz Değdi Bana (1964)
- Her Yerde Kar Var (1965)
- Moda Yolunda (1966)
- Seviyorum (1966)
- İki Yabancı (1967)
- Dönmem Sana (1967)
- Oyalama Beni (1967)
- Aşk Oyunu (1967)
- Boşvermiştim Dünyaya (1967)
- Dünya Dönüyor (1968)
- Kimdir Bu Sevgili (1968)
- Özleyiş (1968)
- Boş Sokak (1968)
- Ne Tadı Var Bu Dünyanın (1969)
- İki Yüzlü Aşk (1969)
- Durdurun şu Zamanı (1969)
- Ben Bir Köylü Kızıyım (1969)
- Son Arzu (1969)
- Ay Dogarken (1969)
- Sensiz Yıllarda (1970)
- Yagmur (1970)
- Gençlik Yılları (1971)
- Yalnızlıktan Bezdim (1971)
- Sen Bir Yana Dünya Bir Yana (1971)
- Olanlar Oldu Bana (1972)
- Dert Bende (1972)
- Kaderimin Oyunu (1973)
- Tanrı Misafiri (1973)
- Seninleyim (1973)
- Nasılsın İyi misin (1974)
- Sana Neler Edecegim (1974)
- Hoşgör Sen (1975)
- Al Beni (1975)
- Ne Varsa Bende Var (1976)
- Je T’apprendrai L’amour (1976)
- Gözünaydın (1976)
- Viens Dans Ma Vie (1977)
- Aglama Yarim (1977)
- A Mes Amours (1977)
- Ya Sonra (1978)
- Pet’r Oil / Loving On Petrol (1980)
- Diva (2000)
- Sen İste (2003)
- Cool Kadin (2006)
- Vitrin (2006)
- Amazon (2007)
- Aynen Öyle (2008)
- Resim (2009)
- Ben Yanmışım (2012)
- Ara Sıcak (feat. Ozan Çolakoğlu) (2013)[13]
- Yakarım Canını (2015)[14]
- Ayrılık Ateşi (feat. Volga Tamöz) (2016)[15]
- Düşman mısın Aşık mı? (feat. Bahadır Tatlıöz) (2017)[16]
- Canın Sağ Olsun (2019)
- Aşklayalım (2023)